# Frank Capra (rendező, 1897–1991)
Frank Russell Capra (eredeti neve: Francesco Rosario Capra) (Bisacquino, Szicília, 1897.  május 18. – La Quinta, Kalifornia, 1991. szeptember 3.) háromszoros Oscar-díjas olasz születésű amerikai filmrendező, filmproducer és  forgatókönyvíró.

## Fiatalkora
Capra Szicíliában született, de a szüleivel (Salvatore és Rosaria) és három testvérével  1903-ban az USA-ba emigrált. Kaliforniában a család találkozott Benedetto nevű rokonukkal és Los Angelesben telepedtek le. A kis Frank kézművészeti iskolába kezdett el járni, majd a Throop Intézetben szerzett vegyészmérnöki diplomát 1918-ban.

## Az első világháború
1918. október 28-án sorozták be a seregbe. Harci eseményekben nem vett részt, ballisztikát és matematikát tanított a tüzéreknek a Winfield Scott támaszponton. Ott kapta el a spanyol náthát, ami miatt alhadnagyként leszerelt december 13-án. 1920-ban Frank Russell Capraként teljes értékű amerikai állampolgárrá vált.

## Filmes karrierje
Capra első filmjét még  1915-ben készítette középiskolásként. A háború után  némafilmekben dolgozott, főleg technikai munkatársként. 1924-ben  Mack Sennettnek kezdett dolgozni a  Columbia Picturesnél, ahol szépen lassan  Hollywood legfelkapottabb rendezőjévé vált.
1934-ben Capra eredetileg Robert Montgomeryt és Myrna Loyt akarta az Ez történt egy éjszaka főszerepeire, de ők gyengének találták a forgatókönyvet és visszautasították a szerepet. Miriam Hopkins és William Wyler felesége,  Margaret Sullavan szintén elutasították. Bette Davis vállalta volna, de ő a Warner Brothersszel állt szerződésben, és Jack Warner nem akarta elengedni egy Columbia Pictures produkcióhoz. Végül Capra a francia születésű Claudette Colbertet nyerte meg, a partnere Clark Gable lett. A film öt Oscar-díjat is kapott.
Capra sikersorozata folytatódott, 1937-ben és 1939-ben is megkapta az Akadémia legjobb rendezéséért járó díját a Váratlan örökségért és az Így élni jóért. Egy évvel később szintén jelölték a Becsületből elégtelen című politikai szatíráért, mellyel a főszereplő James Stewart robbant be a köztudatba.

## A második világháború
Capra híradós őrnagyként szolgált az amerikai seregben a háború idején. 1942 és 1948 között a kormány megbízásából tíz propagandafilmet készített, hol rendezőként, hol társrendezőként. 1945-ben ezredesként szerelt le.

## A háború után
1946-ban rendezte Az élet csodaszépet, ami ugyan bevétel szempontjából csalódást okozott, de hatalmas kritikai elismerésnek örvendett. Az Amerikai Filmintézet is beválasztotta minden idők száz legjobb filmje közé.
Az 1950-es évek elején készített két filmet a Paramount Picturesnek Bing Crosbyval a főszerepben: Riding High (1950) és Here Comes the Groom (1951). Ezután tévéfilmeket kezdett el rendezni, majd 1959-ben visszatért a filmvászonra a Frank Sinatra nevével fémjelzett Púp a háton című vígjátékkal, mely Capra első színes mozifilmje volt.
Utolsó filmjét 1961-ben forgatta Egy maroknyi csoda címmel.

## Önéletrajzi könyve
1971-ben publikálta önéletrajzi könyvét, a The Name Above the Titlet. A megjelenés után főiskolák népszerű előadója lett. Szintén ő volt a témája Joseph McBride 1991-ben megjelent Capra: The Catastrophe of Success című könyvének is.

## Politikai nézete
Capra a Republikánus Pártot támogatta, emellett meggyőződéses antikommunista nézeteket vallott és ellenezte az abortuszt.

## Halála
1991-ben hunyt el 94 éves korában szívinfarktusban, álmában érte a halál. A kaliforniai Coachella Valley temetőben helyezték örök nyugalomra.

## Stílusa
Capra filmjei gyakran az alapvető emberi jóságról, az önzetlenség fontosságáról és a kemény munkáról szólnak. A hősei szinte mindig átlagemberek.
Capra olyan rendezőkre volt hatással, mint Robert Altman, Ron Howard, Kuroszava Akira, David Lynch, Martin Scorsese, Steven Spielberg, Oliver Stone vagy François Truffaut.

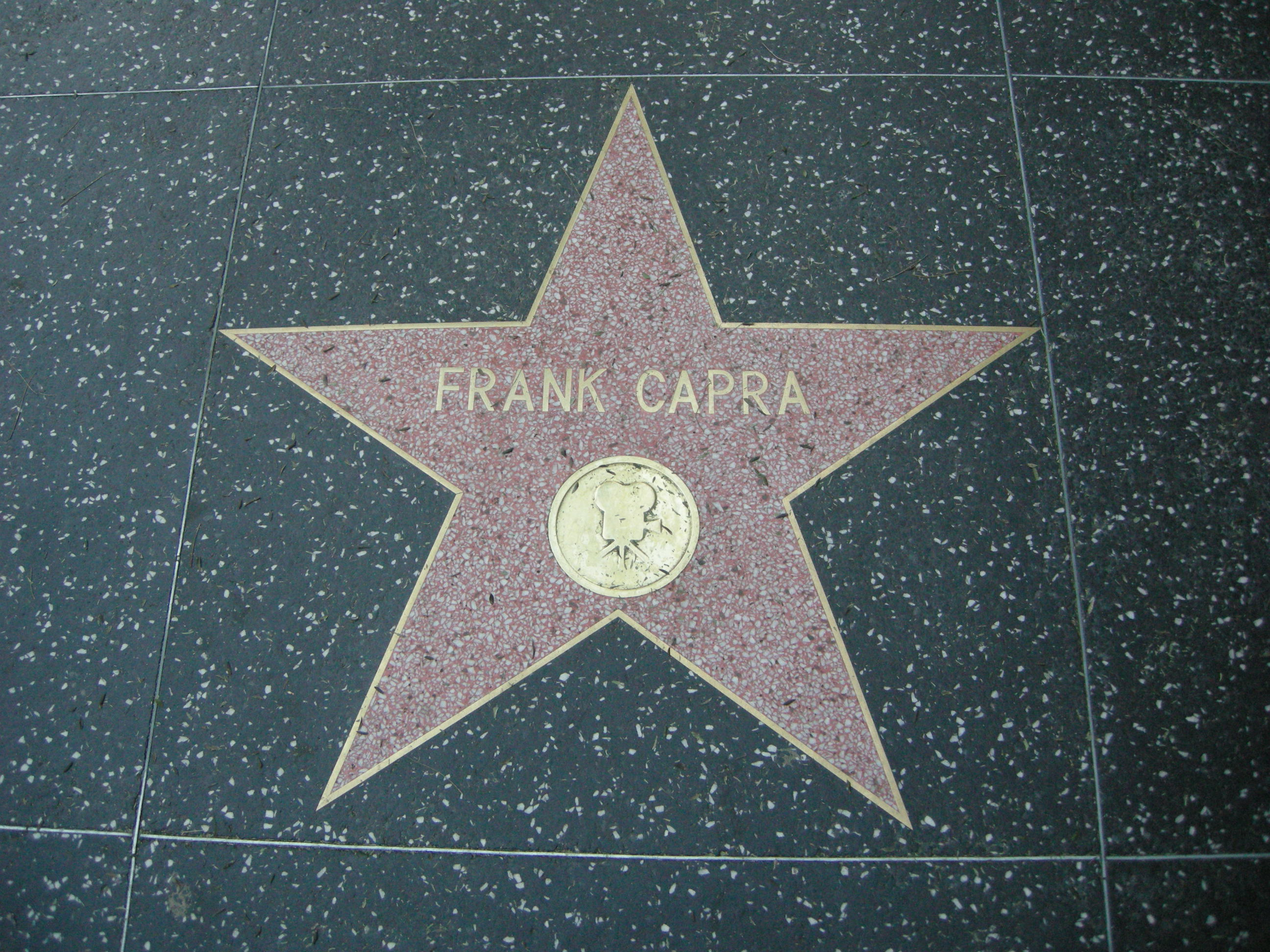
Csillagja a Hollywood Walk of Fame-en

## Fontosabb díjak és jelölések
Oscar-díj
- 1947 jelölés: legjobb rendező - Az élet csodaszép
- 1940 jelölés: legjobb rendező - Becsületből elégtelen
- 1939 díj: legjobb rendező - Így élni jó
- 1937 díj: legjobb rendező - Váratlan örökség
- 1935 díj: legjobb rendező - Ez történt egy éjszaka
- 1934 jelölés: legjobb rendező - Lady egy napra

Golden Globe
- 1947 díj: legjobb rendező - Az élet csodaszép

## Filmjei
- 1961- Egy maroknyi csoda (Pocketful of Miracles) rendező, producer
- 1959- Púp a háton (A Hole in the Head) rendező, producer
- 1951- Here Comes the Groom, rendező, producer
- 1950- Riding High rendező, producer
- 1948- State of Union rendező, producer
- 1946- Az élet csodaszép (It's a Wonderful Life) rendező, forgatókönyvíró, producer
- 1944- Arzén és levendula (Arsenic and Old Lace) rendező
- 1941- Az utca embere (Meet John Doe) rendező, producer
- 1939- Becsületből elégtelen (Mr. Smith Goes to Washington) rendező, producer
- 1938- Így élni jó (You Can't Take It With You) rendező, producer
- 1937- A kék hold völgye (Lost Horizon) rendező, producer
- 1936- Váratlan örökség (Mr. Deeds Goes to Town) rendező, producer
- 1934- Broadway Bill rendező, producer
- 1934- Ez történt egy éjszaka (It Happened One Night) rendező, producer
- 1933- Lady egy napra (Lady for a Day) rendező
- 1933- The Bitter Tea General Yen rendező, producer
- 1932- Amerikai őrület (American Madness) rendező, producer
- 1932- Forbidden rendező, producer
- 1931- Platinum Blonde rendező, producer
- 1931- The Miracle Woman rendező, producer
- 1931- Dirigible rendező, producer
- 1930- Rain or Shine rendező, producer
- 1930- Ladies of Leisure rendező, producer
- 1929- Flight rendező, forgatókönyvíró, producer
- 1929- The Donovan Affair rendező
- 1929- The Younger Generation rendező
- 1928- The Power of the Press rendező
- 1928- Submarine rendező
- 1928- Say It with Sables rendező
- 1928- The Way of the Strong rendező
- 1928- The Matinee Idol rendező, producer
- 1928- So This Is Love rendező
- 1928- That Certain Thing rendező, forgatókönyvíró, producer
- 1927- For the Love of Mike rendező
- 1927- Long Pants rendező
- 1927- His First Flame forgatókönyvíró
- 1926- The Strong Man rendező

## Fordítás
- Ez a szócikk részben vagy egészben  a   Frank_Capra című angol Wikipédia-szócikk fordításán alapul.  Az eredeti cikk szerkesztőit annak laptörténete sorolja fel. Ez a jelzés csupán a megfogalmazás eredetét és a szerzői jogokat jelzi, nem szolgál a cikkben szereplő információk forrásmegjelöléseként.